# Набіль Фекір
Набі́ль Фекі́р (фр. Nabil Fekir, нар. 18 липня 1993, Ліон) — французький футболіст алжирського походження, нападник іспанського «Реал Бетіс» і національної збірної Франції.

## Клубна кар'єра
У дорослому футболі дебютував 2010 року виступами за команду клубу «Сен-Прієст», в якій провів один сезон.
Своєю грою за цю команду привернув увагу представників ліонського «Олімпіка», до складу якого приєднався 2011 року. Перші два сезони захищав кольори другої команди клубу, що грала в Аматорському чемпіонаті Франції.
До складу основної команди ліонського «Олімпіка» почав залучатися 2013 року. З 2014 року отримав постійне місце в основному склді ліонського клубу. Влітку 2017 року, після переходу Максима Гоналона до «Роми», отримав капітанську пов'язку у клубі.
Влітку 2019 року Набіл Фекір перейшов до іспанського клубу «Бетіс». За француза «Бетіс» заплатив 19,75 мільйона евро плюс 10 мільйонів бонусами. За цією згодою «Ліон» також отримає 20% від майбутнього перепродажу нападника. Також, як частина угоди, молодший брат Набіля Яссін також перейшов до клубу. Фекір дебютував за новий клуб 18 серпня, він відіграв повні 90 хвилин проти «Вальядоліда» в якому «Бетіс» програв з раунком 2–1. Вже через тиждень відзначився першим голом за команду, проте «Бетіс» все-одно програв «Барселоні» з рахунком 5–2.

## Кар'єра в збірних
2014 року провів одну гру у складі молодіжної збірної Франції.
У березні 2015 року 21-річний гравець отримав запрошення від алжирської національної команди на один з товариських матчів, але трохи згодом, того ж місяця Набіл був викликаний до національної збірної Франції. Дебютував за "півнів" 26 березня в товариській грі з Бразилією, замінивши на 74 хвилині Антуана Грізманна. А перший гол забив у матчі з Бельгією у червні 2015 року, з'явившись у другій половині гри Фекіру вдалось відзначитись на 89 хвилині.
У травні 2018 року був включений до заявки збірної для участі у чемпіонаті світу з футболу в Росії. На мундіалі, який завершився для французів здобуттям титулу чемпіонів світу, взяв участь у всіх, крім одної, іграх майбутніх переможців турніру, щоправда щоразу виходячи на заміну наприкінці матчів.

## Статистика виступів

### Статистика клубних виступів
| Сезон                        | Команда                      | Чемпіонат                    | Чемпіонат | Чемпіонат | Національний кубок | Національний кубок | Національний кубок | Континентальні кубки | Континентальні кубки | Континентальні кубки | Інші змагання | Інші змагання | Інші змагання | Усього | Усього |
| Сезон                        | Команда                      | Ліга                         | Ігор      | Голів     | Ліга               | Ігор               | Голів              | Ліга                 | Ігор                 | Голів                | Ліга          | Ігор          | Голів         | Ігор   | Голів  |
| ---------------------------- | ---------------------------- | ---------------------------- | --------- | --------- | ------------------ | ------------------ | ------------------ | -------------------- | -------------------- | -------------------- | ------------- | ------------- | ------------- | ------ | ------ |
| 2011–12                      | «Олімпік-2» (Ліон)           | АЧФ                          | 21        | 5         | -                  | -                  | -                  | -                    | -                    | -                    | -             | -             | -             | 21     | 5      |
| 2012–13                      | «Олімпік-2» (Ліон)           | АЧФ                          | 31        | 5         | -                  | -                  | -                  | -                    | -                    | -                    | -             | -             | -             | 31     | 5      |
| 2013–14                      | «Олімпік-2» (Ліон)           | АЧФ                          | 10        | 3         | -                  | -                  | -                  | -                    | -                    | -                    | -             | -             | -             | 10     | 3      |
| 2015–16                      | «Олімпік-2» (Ліон)           | АЧФ                          | 1         | 0         | -                  | -                  | -                  | -                    | -                    | -                    | -             | -             | -             | 1      | 0      |
| Усього за «Олімпік-2» (Ліон) | Усього за «Олімпік-2» (Ліон) | Усього за «Олімпік-2» (Ліон) | 63        | 13        |                    | -                  | -                  |                      | -                    | -                    |               | -             | -             | 63     | 13     |
| 2013–14                      | «Олімпік» (Ліон)             | Л1                           | 11        | 1         | КФ+КЛ              | 0+2                | 0                  | ЛЧ+ЛЄ                | 0+3                  | 0                    | -             | -             | -             | 16     | 1      |
| 2014–15                      | «Олімпік» (Ліон)             | Л1                           | 34        | 13        | КФ+КЛ              | 2+1                | 2+0                | ЛЄ                   | 2                    | 0                    | -             | -             | -             | 39     | 15     |
| 2015–16                      | «Олімпік» (Ліон)             | Л1                           | 9         | 4         | КФ+КЛ              | 0+0                | 0                  | ЛЧ                   | 0                    | 0                    | СФ            | 0             | 0             | 9      | 4      |
| 2016–17                      | «Олімпік» (Ліон)             | Л1                           | 32        | 9         | КФ+КЛ              | 2+1                | 1+0                | ЛЧ+ЛЄ                | 5+8                  | 0+4                  | СФ            | 1             | 0             | 49     | 14     |
| 2017–18                      | «Олімпік» (Ліон)             | Л1                           | 30        | 18        | КФ+КЛ              | 2+0                | 2+0                | ЛЄ                   | 8                    | 3                    | -             | -             | -             | 40     | 23     |
| 2018–19                      | «Олімпік» (Ліон)             | Л1                           | 29        | 8         | КФ+КЛ              | 3+1                | 0                  | ЛЧ                   | 6                    | 3                    | -             | -             | -             | 39     | 12     |
| Усього за «Олімпік»          | Усього за «Олімпік»          | Усього за «Олімпік»          | 145       | 54        |                    | 14                 | 5                  |                      | 33                   | 10                   |               | 1             | 0             | 193    | 69     |
| Усього за кар'єру            | Усього за кар'єру            | Усього за кар'єру            | 208       | 67        |                    | 14                 | 5                  |                      | 33                   | 10                   |               | 1             | 0             | 244    | 82     |

### Статистика виступів за збірну
Станом на 22 травня 2018 року
| Дата       | Місто           | Господарі  | Результат | Гості       | Турнір                               | Голи | Примітки |
| ---------- | --------------- | ---------- | --------- | ----------- | ------------------------------------ | ---- | -------- |
| 26-3-2015  | Сен-Дені        | Франція    | 1 – 3     | Бразилія    | товариський матч                     | -    | 74'      |
| 29-3-2015  | Сент-Етьєн      | Франція    | 2 – 0     | Данія       | товариський матч                     | -    | 60'      |
| 7-6-2015   | Сен-Дені        | Франція    | 3 – 4     | Бельгія     | товариський матч                     | 1    | 73'      |
| 13-6-2015  | Ельбасан        | Албанія    | 1 – 0     | Франція     | товариський матч                     | -    | 46'      |
| 4-9-2015   | Лісабон         | Португалія | 0 – 1     | Франція     | товариський матч                     | -    | 14'      |
| 7-10-2016  | Сен-Дені        | Франція    | 4 – 1     | Болгарія    | Відбір до ЧС 2018                    | -    | 83'      |
| 15-11-2016 | Ленс            | Франція    | 0 – 0     | Кот-д'Івуар | товариський матч                     | -    | 46'      |
| 31-8-2017  | Сен-Дені        | Франція    | 4 – 0     | Нідерланди  | Відбір до ЧС 2018                    | -    | 89'      |
| 3-9-2017   | Тулуза          | Франція    | 0 – 0     | Люксембург  | Відбір до ЧС 2018                    | -    | 81'      |
| 10-11-2017 | Париж           | Франція    | 2 – 0     | Уельс       | товариський матч                     | -    | 63'      |
| 28-5-2018  | Сен-Дені        | Франція    | 2 – 0     | Ірландія    | товариський матч                     | 1    | 64'      |
| 9-6-2018   | Ліон            | Франція    | 1 – 1     | США         | товариський матч                     | -    | 69'      |
| 16-6-2018  | Казань          | Франція    | 2 – 1     | Австралія   | ЧС 2018 - 1-й етап                   | -    | 70'      |
| 21-6-2018  | Єкатеринбург    | Франція    | 1 – 0     | Перу        | ЧС 2018 - 1-й етап                   | -    | 80'      |
| 26-6-2018  | Москва          | Данія      | 0 – 0     | Франція     | ЧС 2018 - 1-й етап                   | -    | 69'      |
| 30-6-2018  | Казань          | Франція    | 4 – 3     | Аргентина   | ЧС 2018 - 1/8 фіналу                 | -    | 83'      |
| 6-7-2018   | Нижній Новгород | Уругвай    | 0 – 2     | Франція     | ЧС 2018 - чвертьфінал                | -    | 90+3'    |
| 15-7-2018  | Москва          | Франція    | 4 – 2     | Хорватія    | ЧС 2018 - Фінал                      | -    | 81'      |
| 6-9-2018   | Мюнхен          | Німеччина  | 0 – 0     | Франція     | Ліга націй УЄФА 2018-2019 - 1-й етап | -    | 80'      |
| 20-11-2018 | Сен-Дені        | Франція    | 1 – 0     | Уругвай     | товариський матч                     | -    | 70'      |
| 22-3-2019  | Кишинів         | Молдова    | 1 – 4     | Франція     | Відбір до ЧЄ 2020                    | -    | 81'      |
| Усього     |                 | Матчів     | 21        |             | Голів                                | 2    |          |

| Дата       | Місто     | Господарі | Результат | Гості   | Турнір                             | Голи | Примітки |
| ---------- | --------- | --------- | --------- | ------- | ---------------------------------- | ---- | -------- |
| 14-10-2014 | Гальмстад | Швеція    | 4 – 1     | Франція | Кваліфікація молодіжного Євро-2015 | -    | 75'      |
| Усього     |           | Матчів    | 1         |         | Голів                              | 0    |          |

## Титули і досягнення
- Володар Кубка Іспанії (1):

«Реал Бетіс»: 2022
Збірні
- Чемпіон світу: 2018